# Teufelstein (Eslarn)
Teufelstein ist ein Ortsteil des Marktes Eslarn im oberpfälzischen Landkreis Neustadt an der Waldnaab.

## Geographische Lage
Der Weiler Teufelstein liegt verstreut über die Hochfläche des Ameisenbühl östlich von Eslarn nahe der deutsch-tschechischen Grenze.
Die Nachbarorte von Teufelstein sind im Nordosten Tillyschanz und Goldberg, im Süden Kreuth und
im Westen Eslarn.

## Geschichte
Zum Stichtag 23. März 1913 (Osterfest) wurde Teufelstein als Teil der Pfarrei Eslarn mit drei Häusern und 13 Einwohnern aufgeführt.
Am 31. Dezember 1990 hatte Teufelstein 12 Einwohner und gehörte zur Pfarrei Eslarn.